# Takeshi Shimizu
Takeshi Shimizu (født 18. august 1975) er en tidligere japansk fodboldspiller.
Han har spillet for flere forskellige klubber i sin karriere, herunder Bellmare Hiratsuka og Ventforet Kofu.